# (9977) 1994 AH
(9977) 1994 AH — астероїд головного поясу, відкритий 2 січня 1994 року.
Тіссеранів параметр щодо Юпітера — 3,270.